# Леонид Волков
Леонид Иванович Волков (рус. Леонид Иванович Волков; Горки, 9. децембар 1934 − Москва, 17. мај 1995) био је совјетски и руски хокејаш на леду који је играо на позицијама деснокрилног нападача. Заслужни је мајстор спорта Совјетског Савеза од 1964. године. 
Играчку каријеру започео је у екипи Торпеда из свог родног града за коју је дебитовао у сезони 1951/52. годину. Након шест сезона у Торпеду прелази у редове московског ЦСКА са којим је остварио највеће успехе у каријери освојивши шест титула националног првака. Последње две сезоне у каријери играо је за друголигаша СКА МВО из тадашњег Калињина. У совјетском првенству одиграо је укупно 270 утакмица и постигао 123 гола. 
За сениорску репрезентације Совјетског Савеза наступио је на свега два велика такмичења и на 14 одиграних утакмица остварио је учинак од 10 голова. У дресу националног тима дебитовао је на ЗОИ 1964. у Инзбруку када су Совјети освојили златну олимпијску медаљу, а у националном дресу играо је и годину дана касније на СП 1965. у финском Тампереу када је такође освојена златна медаља.